# گراسونویل (مریلند)
گراسونویل (به انگلیسی: Grasonville) شهری در ایالت مریلند کشور ایالات متحده آمریکا است که جمعیت آن در سرشماری سال ۲۰۱۰ میلادی، ۳٬۴۲۵ نفر بوده‌است.